# دلاکی
دلاکی (به لهستانی:  Dylaki) یک روستا در لهستان است که در گمینا اوژمک واقع شده‌است.